# 辛夫拉
'辛夫拉是西非國家科特迪瓦的城鎮，由馬拉韋區負責管轄，位於該國中部，東面有雅穆蘇克羅，北面有布瓦夫萊，南面有加尼奧阿，2010年人口66,943。